# تپه می‌رویس بالک
تپه می‌رویس بالک مربوط به دوران پیش از تاریخ ایران باستان است و در شهرستان مریوان، روستای بالک واقع شده و این اثر در تاریخ ۲۷ مرداد ۱۳۸۲ با شمارهٔ ثبت ۹۶۲۴ به‌عنوان یکی از آثار ملی ایران به ثبت رسیده است.